# Anisodes subdolaria
Anisodes subdolaria là một loài bướm đêm trong họ Geometridae.